# Lussorio Cau
Lussorio Cau (Borore, 11 luglio 1867 – Castelbuono, 10 settembre 1961) è stato un ufficiale dei carabinieri e membro del Tribunale speciale per la difesa dello Stato, insignito di medaglia d'oro al valor militare.
Egli rappresenta degnamente l’ampio numero di militari dell’Arma che affrontarono con particolare perizia, audacia e generosità la feroce criminalità dilagante, sconfiggendola anche quando i protagonisti negativi della cronaca apparivano, ai più, imbattibili. Le gesta di Cau si dispiegarono nelle due Regioni più colpite dai fenomeni delinquenziali, la Sardegna e la Sicilia.
Il periodo più intenso della sua attività nei carabinieri culminò nella cosiddetta "battaglia di Morgogliai" (1899) uno scontro che coinvolse da una parte 201 tra carabinieri e soldati, e cinque banditi dall'altra.
Lussorio Cau era il figlio secondogenito di Francesco, contadino, e di Maria Francesca Porcu, casalinga. Dopo gli studi elementari e qualche anno di lavoro con il padre, a 20 anni, nel 1887, si arruolò volontario come allievo carabiniere a cavallo. 

## Biografia

### Inizio della carriera militare
Cau si arruolò il 13 novembre 1887 nei Carabinieri e cominciò il suo servizio alla Stazione di Ozieri (Ss); dimostrando capacità e coraggio conseguì i primi successi contro la criminalità tanto che dimostrò di essere un elemento meritevole di maggiori responsabilità. 
Nel 1893, dopo il corso Sottufficiali, fu promosso vicebrigadiere e assegnato alla Tenenza di Tricase, in prossimità di Gallipoli (Lecce). Promosso Brigadiere nel 1897, fece ritorno in Sardegna, operando nella Compagnia di Nuoro, presso la Stazione dei carabinieri di Orgosolo, capoluogo del Supramonte e allora centro dell'attività di molti latitanti e banditi. Nel luglio del 1898 diventò comandante di quella Stazione.
Il 3 settembre 1898 partecipò ad una concitata azione contro un latitante, tale Giovan Battista Salis, detto “Corbeddu” la cui fama di brigante era divenuta internazionale; l'azione terminò con l'uccisione, con un colpo alla schiena dalla distanza di 300 metri, del pregiudicato e quella di un ragazzino di sedici anni, Francesco Dore, casualmente presente. L'uccisore, il Carabiniere tiratore scelto Aventino Moretti, il brigadiere Cau e altri militari ricevettero per questa azione la Medaglia d'Argento al Valor Militare, anche se il Capitano Mauro, che aveva diretto l'azione, dovette essere trasferito nel continente per sfuggire all'ira dei compaesani dei due morti.

### L'operazione «Notte di san Bartolomeo»
Il brigadiere Cau, agli ordini del Capitato Giuseppe Petella, diresse l'operazione di polizia tramandata come la retata della "Notte di san Bartolomeo" (14-15 maggio 1899) durante la quale furono arrestati oltre 600 favoreggiatori e complici di ricercati, sulla base di «mandati di cattura in bianco» affidati dall'autorità giudiziaria personalmente al Sottufficiale. Questi arresti costrinsero i latitanti a costituirsi o, almeno, ad uscire allo scoperto. Oltre la metà degli arrestati fu poi prosciolta in istruttoria.

### La "battaglia di Morgogliai"
Immediatamente dopo questa vicenda, Cau iniziò a circolare, travestito con il caratteristico costume del pastore del Supramonte, nelle campagne intorno ad Orgosolo, spacciandosi per pregiudicato e latitante. In questo modo poté entrare in contatto con il rifugio della "banda Serra-Sanna", chiamata dai locali Sos Zigantes (I Giganti). Quel gruppo di banditi e latitanti era composto da cinque pregiudicati: Giuseppe Lovicu, Giacomo Serra-Sanna, Elias Serra-Sanna, Giuseppe Pau e Tommaso Virdis. Il brigadiere Cau aveva peraltro un conto in sospeso con Pau, Lovicu e i due fratellii Serra-Sanna: il 18 febbraio 1897 avevano ucciso il cugino del brigadiere, l'appuntato Piero Sini.
Tornato ad Orgosolo, riferì ai suoi superiori e venne organizzata una vasta operazione, denominata «Caccia Grossa», per la quale furono mobilitati 148 carabinieri e 53 fanti dei distaccamenti di fanteria di Nuoro e Oliena, al comando del Capitano Giuseppe Petella. Cau condusse quindi i militari alla località di Morgogliai (Murgaliai nel dialetto orgolese).
Il 9 luglio i carabinieri circondarono la vasta area e, grazie alle precise indicazioni di Cau, individuarono i cinque componenti della feroce banda Serra-Sanna, nascosti nell’ambiente a loro favorevole, ricco di inestricabile vegetazione e di impercorribili dirupi. Dopo un primo conflitto a fuoco, in cui due briganti rimasero sul terreno e Cau ebbe la giubba forata da un proiettile, altri tre malfattori, approfittando della confusione, fuggirono nella boscaglia braccati dai carabinieri, durante la fuga i tre latitanti aprirono spesso il fuoco contro gli inseguitori.
Lovicu riuscì a dileguarsi; Elias Serra-Sanna e Pau fuggirono ma furono di nuovo circondati alle otto del mattino. Nello scontro che seguì caddero Aventino Moretti, l'uccisore di "Corbeddu" e di Francesco Dore, il fante Rosario Amato e i due banditi; venne gravemente ferito anche il Vice Brigadiere Lorenzo Gasco.
Per il suo comportamento nel corso dell'operazione «Caccia Grossa» Lussorio Cau fu insignito di Medaglia d'Oro al Valor Militare.

### Trasferimento in Sicilia
Nel 1899, in seguito alla "Battaglia di Morgogliai", fu promosso Maresciallo Ordinario per meriti speciali. Nel 1902 fu trasferito alla Legione di Roma. Nello stesso anno frequentò il Corso Ufficiali riservato ai Marescialli e fu promosso Sottotenente il 28 giugno 1903 e destinato alla Legione di Palermo, dove si dedicò alla lotta contro il banditismo.
Fu poi assegnato alla Tenenza di Castelbuono nelle Madonie, dove contribuì alla cattura della banda guidata da Melchiorre Candino.
A Castelbuono sposò la nobildonna Ada Levante (1881-1956), da cui ebbe due figli.
Nel 1907 fu promosso Tenente e trasferito a dirigere la Tenenza di Misilmeri, poi quella di Termini Imerese.
Nel 1914 fu inviato in missione in Sardegna, di nuovo a Orgosolo. Qui contribuì a sgominare una banda, della quale furono uccisi due uomini, Giovanni Corraine e Salvatore Rana.

### La prima guerra mondiale
Ritornato in Sicilia, allo scoppio della guerra gli fu assegnata la 54ª Sezione mobilitata, assegnata alla 28ª divisione di fanteria di stanza a Zugliano di Pozzuolo, in Friuli, operatore a ridosso della prima linea. I compiti che svolse furono quelli tipici della polizia militare sul fronte: impedire sbandamenti e diserzioni, reprimere disfattismo e propaganda pacifista, ricercare spie e informatori del nemico.
Si distinse tanto in queste attività che fu promosso Capitano il 14 luglio del 1915 e Maggiore l'11 ottobre 1917. Durante la guerra fu decorato con Medaglia d'Argento al Valor Militare per essere riuscito sotto il fuoco nemico a riportare in linea più Reparti che, privi di Ufficiale, ripiegavano in disordine (1915) e Medaglia di Bronzo al Valor Militare sull’Altopiano di Asiago ove, durante un combattimento, riordinò e riaccompagnò in linea un buon numerico di militari che avevano momentaneamente abbandonato il loro posto (1916).
Nell'ottobre del 1918 lasciò il fronte, poche settimane prima dello sfondamento di Vittorio Veneto e della fine del conflitto.

### Nel Tribunale Speciale
Venne congedato nel 1920, a 53 anni, ma nello stesso anno fu richiamato per dirigere un servizio di controspionaggio e d'informazione nel Sud Italia. Mentre ricopriva questo incarico fu promosso Tenente Colonnello il 2 ottobre 1922.
Fu nuovamente congedato il 30 luglio del 1923.
Nel 1927 fu nominato giudice del Tribunale speciale per la difesa dello Stato.
Cau era stato immesso come Ufficiale (Console) nella Milizia volontaria per la sicurezza nazionale (M.V.S.N.) e a questo titolo fu chiamato a far parte del Tribunale speciale. Ottenne, a richiesta e in deroga alle disposizioni di legge, di poter risiedere a Palermo e di recarsi a Roma solo per le udienze e le sedute del Tribunale. Cumulava d'altra parte la carica di giudice con l'incarico di economo dell'ospedale psichiatrico di Palermo.
Il Tenente Colonnello Cau fece parte del collegio giudicante del cosiddetto "Processone", il più importante processo politico inscenato dal fascismo. In questo processo, tenutosi tra il 28 maggio e il 4 giugno 1928, furono giudicati ventidue membri del comitato centrale del Partito Comunista d'Italia, tra cui Antonio Gramsci, Umberto Terracini, Mauro Scoccimarro e Giovanni Roveda. I quali furono tutti condannati.
Nel 1929 Cau fece parte del collegio che giudicò Alessandro Pertini, il quale fu condannato a 10 anni e nove mesi di carcere.
Cau, in seguito, come servitore fedele dello Stato, fu promosso Colonnello, nel 1930.
Cau fece parte del processo con condanna capitale a carico di Michele Schirru, anarchico sardo che aveva in animo di attentare alla vita di Mussolini. L'attentato non fu mai portato a termine, si presume che Schirru l'avesse accantonato, ma venne comunque processato, la condanna era inevitabile: «Tutto sembra già scritto, il presidente del Tribunale Speciale è come l'attore di un copione voluto da altri». La sentenza capitale è pronunciata il 2 maggio 1931 e Schirru è fucilato a Forte Braschi (Roma) il 31 maggio.
Il 30 giugno 1933 il Colonnello Cau, ormai sessantaseienne, lasciò l'incarico di giudice, restando economo dell'ospedale psichiatrico palermitano.

### Epurazione e dopoguerra
Le condanne comminate dal Tribunale speciale, e soprattutto quelle alla pena capitale, non sembravano poter restare impunite, nei primi concitati mesi dopo la caduta del fascismo. Il 20 dicembre 1944 l'Alto commissario per le sanzioni contro il fascismo emise un mandato di cattura contro i giudici, tra cui il Colonnello Lussorio Cau. Per motivi di salute gli furono concessi gli arresti domiciliari. Già in precedenza, il 3 agosto 1944, gli era stata revocata la pensione.
Il colonnello beneficiò in seguito dell'"Amnistia Togliatti" del 23 giugno 1946, con la quale si volle agevolare la "pacificazione nazionale", e poi, nel 1948, ebbe nuovamente diritto alla pensione, grazie all'interessamento del segretario particolare del ministro della Difesa, Bernardino (Dino) Roberto, che lo stesso Cau aveva condannato a dieci anni di reclusione nel 1931.
L'anziano Colonnello visse ancora molti anni tra la casa di Palermo e la fattoria acquistata a Castelbuono, dove morì il 10 settembre 1961.

## Attestati, decorazioni e onorificenze
1898 Medaglia d'Argento al Valor Militare (decreto 31/12/1898)
- 1899 Attestato di Pubblica Benemerenza (27/05/1899)

- 1899 Conferimento della cittadinanza onoraria di Nuoro (1/8/1899)

 1904 Cavaliere dell'Ordine della Corona d'Italia
 1912 Croce d'Oro per Anzianità di Servizio
- 1918 Distintivo per Ferite di Guerra

 1918 Croce al Merito di Guerra
- 1918 Citazione all'Ordine dell'Armata

 1920 Ufficiale dell'Ordine della Corona d'Italia
 1922 Cavaliere dell'Ordine dei Santi Maurizio e Lazzaro
 1925 Commendatore dell'Ordine della Corona d'Italia
- 1928 Nastro Azzurro

 1931 Commendatore dell'Ordine dei Santi Maurizio e Lazzaro
 1933 Grand'Ufficiale dell'Ordine della Corona d'Italia
 1933 Grand'Ufficiale dell'Ordine dei Santi Maurizio e Lazzaro
 1937 Medaglia Militare di Bronzo al Merito di Lungo Comando

## La memoria
A Lussorio Cau sono state dedicate due strade, curiosamente ambedue con errori ortografici:
- Via Cau Lussorio (sic), 90128 Palermo
- Via Lussurio Cou (sic), 08016 Borore NU[12]

Anche la sezione di Castelbuono dell'Associazione nazionale carabinieri è intitolata a Cau.
Il 230º Corso Allievi Carabinieri Ausiliari fu intitolato al Brig. Cau